# Gaby – Eine wahre Geschichte
Gaby – Eine wahre Geschichte ist eine 1987 erschienene US-amerikanisch-mexikanische Filmbiografie von Luis Mandoki, welche das Leben von Gabriela Brimmer erzählt.

## Handlung
Der Film folgt der Lebensgeschichte von Gabriela Brimmer. 1947 kommt sie als Tochter eines österreichisch-jüdischen Ehepaars, das aufgrund der Judenverfolgung während des Nationalsozialismus nach Lateinamerika geflohen ist, in Mexiko-Stadt zur Welt. Brimmer wird mit einer schweren infantilen Zerebralparese pränatalen Ursprungs geboren, sodass sie sich nicht artikulieren und lediglich ihren linken Fuß bewegen kann. Florencia Sánchez Morales kümmert sich um sie und unterstützt sie auf ihrem Weg: Gaby lernt mit den Füßen schreiben, kann einen Schulabschluss machen und wird schließlich eine bekannte Schriftstellerin.

## Produktion und Veröffentlichung
Die Dreharbeiten zu Gaby – Eine wahre Geschichte fanden von September bis Dezember 1986 an verschiedenen Orten in Mexiko, unter anderem Mexiko-Stadt und Cuernavaca, statt.
Die Uraufführung des Films fand auf dem Toronto International Film Festival am 14. September 1987 statt, der Kinostart in den USA folgte am 30. Oktober 1987. In Deutschland war der Film ab 12. Mai 1988 zu sehen.

## Auszeichnungen
Golden Globe Awards 1988
- Nominierung in der Kategorie Beste Hauptdarstellerin – Drama (Rachel Chagall)
- Nominierung in der Kategorie Beste Nebendarstellerin (Norma Aleandro)

Artios Awards 1988
- Nominierung in der Kategorie Bestes Casting – Motion Picture Drama

Bogotá Film Festival 1988
- Auszeichnung in der Kategorie Bester Hauptdarsteller (Robert Loggia)
- Auszeichnung in der Kategorie Beste Filmmusik
- Auszeichnung in der Kategorie Bester Ton

Oscarverleihung 1988
- Nominierung in der Kategorie Beste Nebendarstellerin (Norma Aleandro)